# كليتيمنيسترا

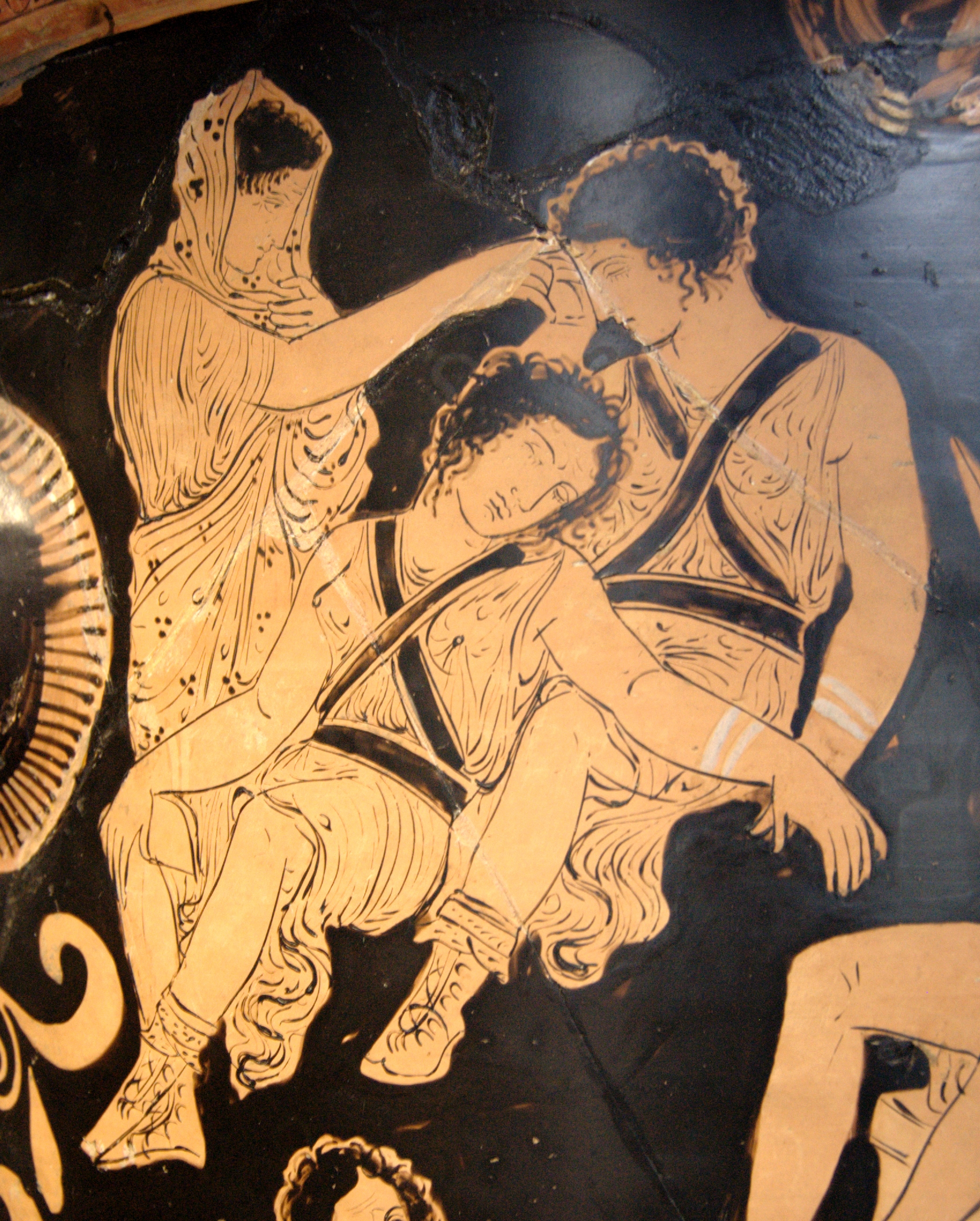
كليتيمنيسترا كانت تحاول ايقاض أيرنيس عندما كان إبنها يطهر بواسطة أبولو، بوليا الشكل الأحمر كراتر, 480–470 BC, في متحف اللوفر (Cp 710)

كليتيمنيسترا ((باليونانية:  Κλυταιμνήστρα)‏، كليتيمنيسترا، [كليتايمنسترا])، كانت زوجة أجاممنون وملكة مايسيني (أو في بعض الأحيان آرغوس) في أساطير اليونان القديمة. في مسرحية أوريستيا لإسخيلوس، قتلت أجاممنون، ويقول يوربيديس أنها كانت زوجته الثانية كاساندرا أميرة طروادة هي التي قتلته. الذي أتخذها كغنيمة حرب بعد نهب طروادة. أيا يكن، في الأوديسة لهوميروس، كان دورها وقت موت أجاممنون غير واضح وشخصيتها كانت هادئة بشكل كبير.

## التسمية
إسمها اليوناني Klytaimnḗstra وأيضا في بعض الأحيان بالاتينية Clytaemnestra. عادة مايتم وصفها بالامعة لشهرتها بين خاطبيهاومع ذلك، فإن هذا النموذج هو خطأ في ارتباط اشتقاقي خاطئ إلى الفعل منوماي (μνάoμαι، "woo، court"). والاسم الحقيقي من المؤكد ان يكون كليميسترا (Κλυταιμήστρα) بدون «ن». لا يظهر الشكل الحالي للاسم قبل فترة البيزنطية المتوسطة. إسخيلوس، يسمي بعض المسرحيات على اسمها، ويبدو أن نفترض صلة اشتقاقية مع الفعل مودوماي (μήδoμαι، "scheme، contrive").

## الخلفية

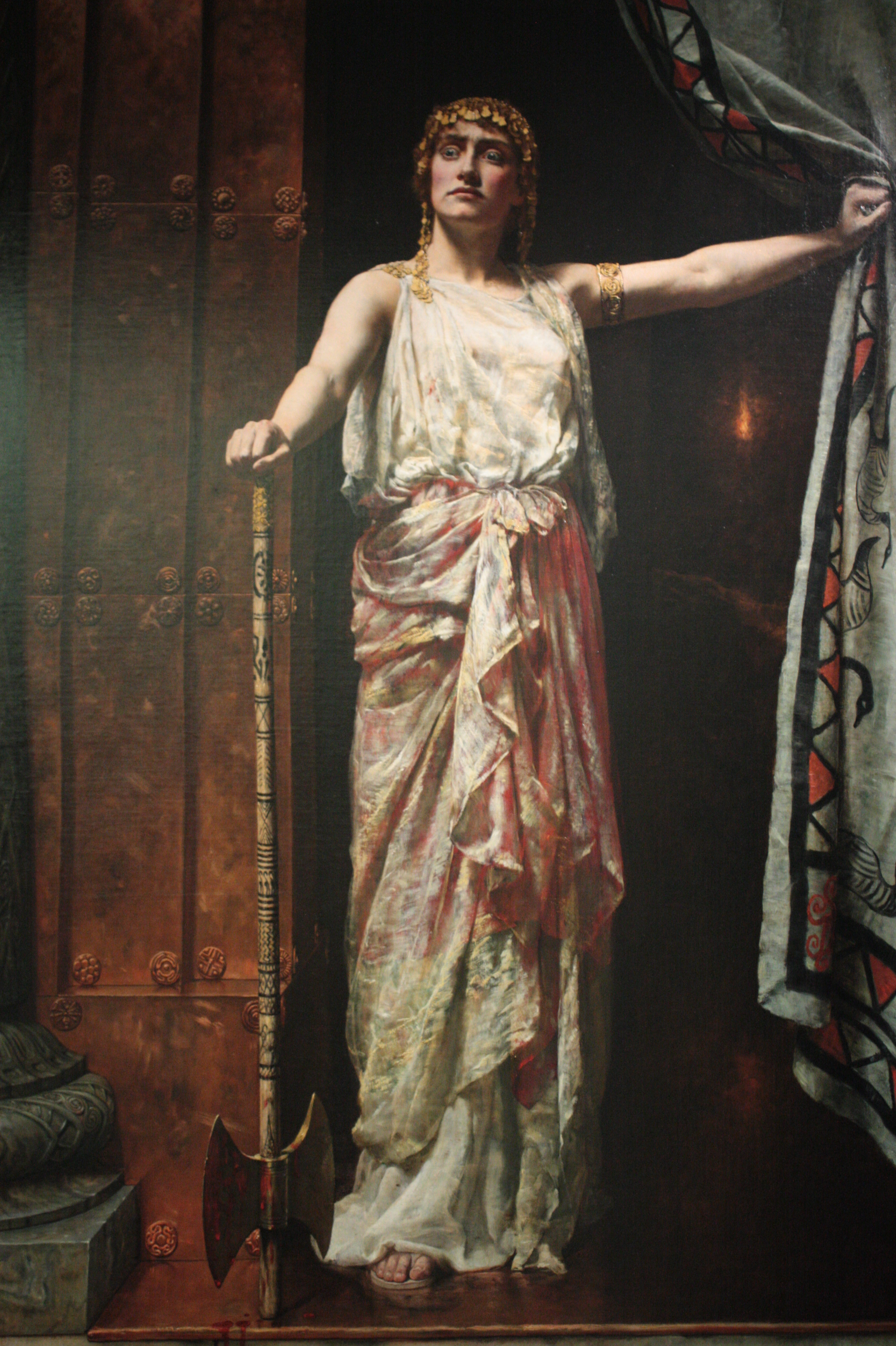
كليتيمنيسترا, جون كولير (رسام), 1882

كليتيمنيسترا كانت ابنة تنداريوس وليدا. ملك وملكة اسبرطة. وفقاً للأسطورة، زيوس ظهر لليدا في هيئة إوزة. أغراها وحبلت منه. ليدا انجبت أربعة أطفال من بيضتين: كاستور وكليتيمنيسترا من بيضة واحدة. وهيلين بوليديوسيس (بولوكس) من الأخرى. وبالتالي بولوكس وكليتيمنيسترا كان ابوهم تنداريوس، بينما هيلين وبوليديوسيس من زيوس.
أجاممنون وأخوه مينلاوس كانوا في المنفى في بيت تنداريوس: في الوقت المناسب أجاممنون تزوج كليتيمنيسترا ومنلاوس تزوج هيلين. في وقت مختلف ومتأخر، في مسرحية يوربيدس ايفيجينيا في أوليدة. كليتيمنيسترا كان زوجها الأول تانتلس، ملك بيزا. أجاممنون قتله وقتل طفله الرضيع، ثم إتخذ كليتيمنيسترا زوجةً له. في رواية أخرى، زوجها الأول كان ملك ليديا، وفقا لبلوتارك الأسئلة اليونانية، 45، خلفته على العرش إبنته اومفلي التي تلقت من هرقل وهيبوليتا (ملكة الأمازونيات) فأس، حملت هذا الفأس (يدعى لابريس باللغة الليدية) يعتبر رمز مقدس للمنصب أو الحكم.في التقاليد الآتية كلمات الأغنية الصقلية أوريستيا ستيسيكوروس  استخدمت كليتيمنيسترا هذا الفأس ذو الحدين لمساعدة عشيقها إيجيسثوس في قتل أغاممنون (ولاحقا، لقتل إبنها أوريستيس في حال وصوله للانتقام لمقتل والده)، كما هو موضح على وعاء الخلط الموضح في الصورة الأولى (كلايكس كراتر) مع مقتل أجاممنون (الفترة الكلاسيكية المبكرة - حوالي 460 قبل الميلاد) بواسطة الرسام دوكيماسيا 

## الأسطورة
بعد ذهاب هيلين (أو خطفها) من اسبرطة لطروادة، زوجها، مينلاوس، طلب من أخيه أجاممنون المساعدة، جمعت قوات اليونان أولس، ايا مايكن، منعت الرياح الضعيفة المستمرة الاسطول من الإبحار. بسبب الآلهة والعرافين، قال العراف كالخاس الرياح سوف تهدئ وتكون ملائمة إذا ضحى أجاممنون بإبنته إيفيجينيا للإلهة أرتميس. أجاممنون أقنع كليتيمنيسترا بإرسال إيفيجينيا إليه. قال لها سوف يزوجها لآخيل. وعندما وصلت إيفيجينيا إلى أولس. ضحى بها. وبعدها تبدلت الرياح، وأبحرت القوات إلى طروادة.
استمرت حرب طروادة لعشر سنين. خلال هذه الفترة من غياب أغاممنون الطويل. بدأت كليتيمنيسترا بعلاقة غرامية مع إيجيسثوس ابن عم زوجها، سواء كانت كليتيمنيسترا تغويه لعلاقة غرامية، أو تدخله في هذه العلاقة، تختلف هذه الرواية بشكل مستقل من مؤلف لاخر لهذه الأسطورة.
مع ذلك فإن كليتيمنيسترا وإيجيسثوس بدأو بالتخطيط لاغتيال أجاممنون. لأن كليتيمنيسترا كانت غاضبه من قتله إيفيجينيا (ومن المحتمل لانه بسبب قتل أجاممنون لزوجها الأول واغتصابها، وإجبارها على الزواج منه). إيجيسثوس رأى والد أجاممنون يخون والده (كان يتصور إيجيسثوس أنه كان يمكنه الانتقام من هذا الفرع من الأسرة)

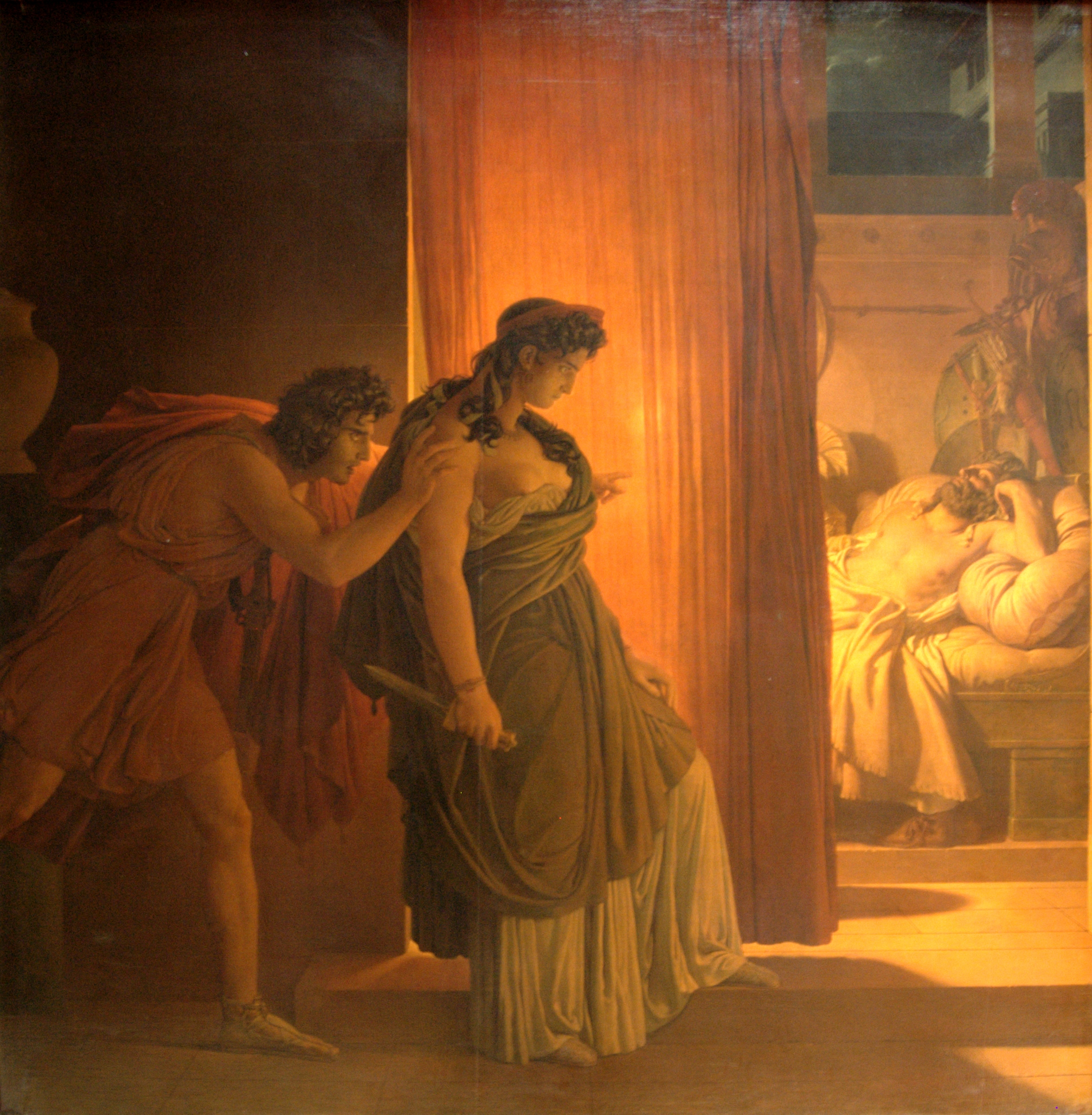
أغتيال أجاممنون, لوحة للفنان بيير ناريس غيران.

في الروايات القديمة للقصة، في طريق العود من طروادة، قتل أجاممنون بواسطة إيجيسثوس، عشيق زوجته، كليتيمنيسترا، وفي بعض الاصدارات الأحدث كليتيمنيسترا تساعده أو تقتل نفسها في بيته، وفي أفضل الروايات والتي هي لاسخيلوس: أجاممنون، وصل لقصره مع سبيته،
كاساندرا أميرة طروادة، في وقت استقباله من قبل زوجته، دخل قصره لحضور المأدبة المقامة بشرفه في حين بقيت كاساندرا في العربة، كليتيمنيسترا انتظرته حتى استحم، ثم وأقعته بالشرك حنيما غطته بشبكة من القماش وطعنته حتى الموت. ولم يتمكن أغاممنون من الهرب ولا مقاومة قاتله.
وفي هذه الاثناء. كاساندرا رأت رؤية لأجاممنون وهو يقتل، فشلت محاولاتها في الحصول على المساعدة (وذلك بسبب لعنة أبوللو بأن لايصدق أحد نبوءاتها). وحينها عرفت أن مصيرها هو الموت، وسارت بحزم متوجهتاً نحو القصر لتتلقى موتها المقدر عليها.
بعد عملية القتل، حل إيجيستوس محل أغاممنون ملكا وحكم لمدة سبع سنوات مع كليتمنسترا كملكة له. وفي بعض النصوص المتوارثة يقال انهم رزقوا بثلاثة أطفال: الصبي أليتيس، وأبنتان هما ايريقون وهيلين. قتلت كليتمنسترا في نهاية المطاف من قبل ابنها من زوجها أغاممنون، أوريستيس. كما قتل الطفلة هيلين. أليتيس وايريقون كبرا معا في مايسيني. لكن عندما كبر أليتيس وبلغ أشده. عندما أوريستيس عاد من اسبرطة، قتل أخوه غير الشقيق، ووتولى العرش. ويقال أن أوريستيس وايريقون كان لهما ابن، بينثيلوس. أسمه.بنثيلوس

## ظهرت في أعمال لاحقة
- هي واحدة من الشخصيات الرئيسية في مسرحية أورستيا لإسخيلوس، وهي محور الأساسي للمؤامرة في الأجزاء الثلاثة، وهي التي قتلت أجاممنون في المسرحية الأولى، وقتلت نفسها في المسرحية الثانية، ثم موتها الذي يودي إلى محاكمة اوريستس من قِبل هئية محلفين أثينا ومن قِبل الأثنيين العشرة في نهاية المسرحية.
- يلعب بطل الرواية الخيالية بيكي شارب دور كليتيمنيسترا في إحدى المهرجانات الموصوفة في الفصل 51 من رواية وليم ثاكري فانيتي فير.
- في بيستوليرو المنسية لفيرناندو بالدي، في فيلم سباغيتي وسترن تقتبس من رواية اوريستا، كليتيمنيسترا تدعى بآنا كاراسكو وقد تم تصويرها من قبل لوسيانا بالوتزي.
- الراقصة الأمريكية الحديثة ومديرة الرقص مارثا غراهام أدت ساعتين من رقص الباليه، بعنوان كليتيمنيسترا (1958) الملكة.

حديثاً، كاتب المسرحيات والممثل كوري الِـن، كتب التمثيل المعاصر لعمل إيسكيلوس في وقت سابق بعنوان كليتمنسترا.
- كما تم تمثيل القصة في أوبرا: الملحن الجنوب إفريقي كرومويل إفرسون كتب أول أوبرا إفريقية، كليتيمنيسترا، في 1967. وهي أوبرا مكونة من أربعة أعمال وعرضت لأول مرة في 7 نوفمبر، 1967، في قاعة بيزنباخ، في ورسيستر في الويسترن كيب، في جنوب إفريقيا.
- ألف ريان سامويل في 1994 عمل لاجل الصوت والفرقة لتمثيل عمل إسخيلوس من وجهة نظر كليتيمنيسترا.
- أنشأ جون إيتون أوبرا في عمل واحد بعنوان بكاء كليتيمنيسترا وسرد الأحداث التي أدت إلى قتل كليتمنسترا لأغاممنون.
- وهي شخصية في مسرحية جان بول سارتر بعنوان الذباب.
- وهي مذكورة مع شخصية نمسيس لأجاثا كريستي (1971) باسم كلوتيلد برادبوري سكوت، وإنها في كثير من الأحيان تستوحي أنها يمكن أن ترى تخطيطها وقتلها لزوجها في الحوض، ولكن ليست فتاة صغيرة.
- في مسلسل قصير في 2003 بعنوان هيلين الطروادية، قامت كاتي بلايك بدور كليتمنسترا، كما في الأسطورة، قلت أجاممنون بسبب تضحيته بإبنتها إفجينيا.

### اقتباسات
1. ↑  "Clytaemnestra" ، Encyclopædia Britannica, 9th ed.، Vol. VI، New York: Charles Scribner's Sons، 1878، ص. 44.
2. ↑  "Oresteia", Loeb edition by Alan Sommerstein, intro, p.x, 2008.
3. ↑  The Roman and Greek Questions: The Greek Questions: 40-49 نسخة محفوظة 07 نوفمبر 2016 على موقع واي باك مشين.
4. ↑  Davies, M.. (1987). Aeschylus' Clytemnestra: Sword or Axe?. The Classical Quarterly, 37(1), 65–75.
5. ↑  Mixing bowl (calyx krater) with the killing of Agamemnon | Museum of Fine Arts, Boston نسخة محفوظة 11 يوليو 2018 على موقع واي باك مشين.

### قائمة المراجع
- Servius. In Aeneida, xi.267.